# Euploea elwesiana
Euploea elwesiana är en fjärilsart som beskrevs av De Nicéville 1897. Euploea elwesiana ingår i släktet Euploea och familjen praktfjärilar. Inga underarter finns listade i Catalogue of Life.